# Chrysolina rossia
Chrysolina rossia is een keversoort uit de familie bladkevers (Chrysomelidae). De wetenschappelijke naam van de soort werd in 1802 gepubliceerd door Johann Karl Wilhelm Illiger.